# 平嶋隆司
平嶋 隆司（ひらしま たかし、1968年〈昭和43年〉1月31日 - ）は、日本の運輸・国土交通官僚。

## 来歴
宮崎県都城市出身。ラ・サール中学校・高等学校を経て、東京大学法学部を卒業。1991年（平成3年）4月、運輸省に入省。入省後、近畿運輸局企画観光部長、航空局航空戦略課国際企画室長、内閣法制局参事官（第二部）、国土交通省総合政策局物流政策課長、自動車局貨物課長、航空局総務課長、鉄道局次長などを歴任。総合物流施策大綱の策定などに携わった。
2024年（令和6年）7月1日、観光庁次長に就任。
2025年（令和7年）7月1日、国土交通省大臣官房危機管理・運輸安全政策審議官に就任。